# Außerordentlicher FDP-Bundesparteitag 1965
Koordinaten: 51° 25′ 51,7″ N, 6° 59′ 51,6″ O

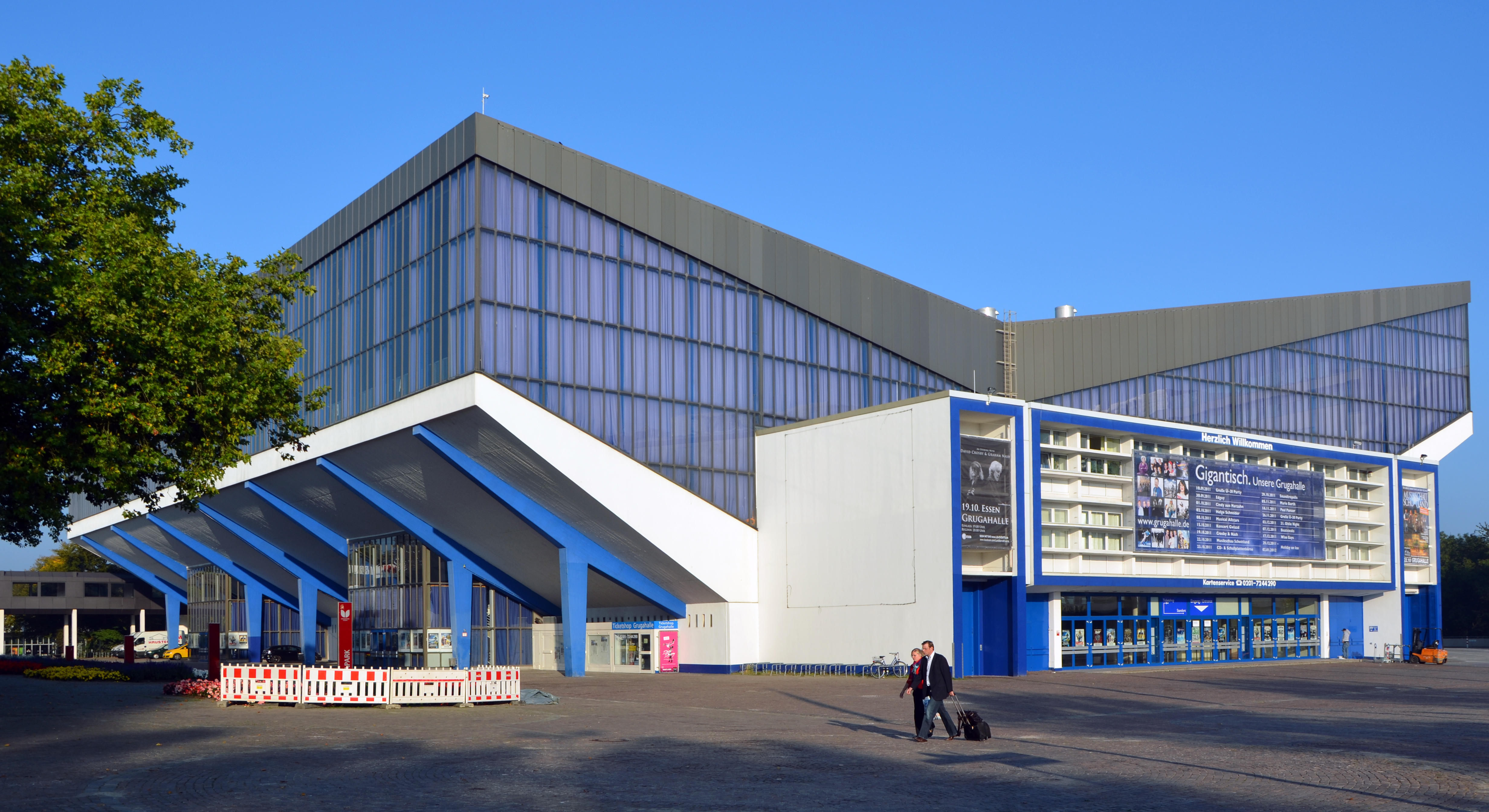
Grugahalle

Den außerordentlichen Bundesparteitag 1965 hielt die FDP am 2. September 1965 in Essen ab. Es handelte sich um den 5. außerordentlichen Bundesparteitag der FDP in der Bundesrepublik Deutschland.

## Beschlüsse
Auf diesem „Bundeswahlkongress“ der FDP wurde die Bundestagswahl 1965, die „Entscheidung 65“, vorbereitet. Es sprachen Willi Weyer, Ewald Bucher und Erich Mende. Der Parteivorsitzende Mende und sein Stellvertreter Weyer sprachen sich für eine Fortsetzung der Regierungskoalition mit der CDU/CSU nach den Bundestagswahlen am 19. September 1965 aus.